# Катастрофа Ан-24 в Ханты-Мансийске
Катастрофа Ан-24 в Ханты-Мансийске — авиационная катастрофа, произошедшая субботним днём 20 марта 1965 года в аэропорту Ханты-Мансийска. Авиалайнер Ан-24 Свердловского ОАО предприятия «Аэрофлот» завершал регулярный внутренний рейс по маршруту Тюмень — Ханты-Мансийск, но при заходе на посадку в Ханты-Мансийском аэропорту лайнер приземлился до взлётно-посадрчной полосы и столкнулся с бруствером. Из находившихся на его борту 47 человек — 42 пассажиров и 5 членов экипажа, погибли 43, выжили четверо.
Это крупнейшая авиационная катастрофа в истории Ханты-Мансийского автономного округа и первая катастрофа самолёта Ан-24.

## Самолёт
Ан-24 с бортовым номером СССР-46764 (заводской — 47301301) был выпущен заводом Антонова 30 сентября 1964 года. Всего на момент катастрофы авиалайнер имел 580 часов налёта и 573 посадки.

## Экипаж
Состав экипажа Ан-24 был из 120-го авиаотряда 1-го Свердловского ОАО, в состав которого входили пятеро человек:
- Командир воздушного судна (КВС) — Владимир Тихонович Козловских;
- Второй пилот — Леонид Петрович Тугарин;
- Штурман-бортрадист — Александр Митрофанович Хорошаев;
- Бортмеханик — Михаил Семёнович Сёмин;

В салоне самолёта работал бортпроводник Юрий Иванович Морозов.

## Катастрофа
Ан-24 борт СССР-46764 должен был выполнить рейс из Тюмени в Ханты-Мансийск. На борту находились 42 пассажира.
Метеоусловия были простыми (сплошная слоисто-кучевая облачность с нижней границей 400 метров, видимость составляла 10 километров). Находясь на эшелоне 5400 метров, экипаж приступил к снижению, сперва до высоты 3000 метров, затем 600, а потом 300 метров. Далее он начал выполнять визуальный заход на посадку с прямой с правым доворотом по магнитному курсу 38°. На высоте 10 метров Ан-24 «просел», после чего произвёл посадку в снег с недолётом до ВПП. Пробежав по снегу 7 метров, он на полной скорости врезался в снежный бруствер в торце ВПП и начал разрушаться. По некоторым данным, у него отломилась одна из плоскостей крыла, а затем топливо из крыльевых баков хлынуло в салон. Возник пожар. Все люди, находившиеся в салоне (42 пассажира и бортпроводник), погибли от отравления ядовитым дымом от горящего пластика обшивки салона.

## Причины
Расследующая данное происшествие комиссия не смогла установить точную причину, есть лишь несколько версий:
1. Возможная ошибка в технике пилотирования, выразившаяся в неточном определении высоты начала выравнивания, и в результате запаздывания с началом вывода самолёта из угла планирования приземление произошло до ВПП
2. Возникновение отрицательной тяги винтов при установке РУД в положении, близком к проходной защелке, при неправильной регулировке двигателей или уборке РУД за проходную защелку
3. Изменение центровки вследствие перемещения пассажиров по салону из-за возникновения пожара при курении.

Представители Министерства авиапромышленности выразили особое мнение, в котором не согласились с версиями 2 и 3.